# Marharyta Machnewa
Marharyta Ryhorauna Machnewa, geb. Zischkewitsch (belarussisch Маргарыта Рыгораўна Махнева (Цішкевіч); * 13. Februar 1992 in Chojniki) ist eine belarussische Kanutin.

## Karriere
Marharyta Machnewa gab 2012 ihr Olympiadebüt in London, wo sie in zwei Wettkämpfen im Einer-Kajak antrat. In der Konkurrenz über 200 Meter erreichte sie nach Rang fünf im Vorlauf das Halbfinale, kam dort aber nicht über den achten Platz in ihrem Lauf hinaus und schied somit aus. Auch über 500 Meter stand sie im Halbfinale, in dem sie allerdings disqualifiziert wurde.
2013 gewann Machnewa im Vierer-Kajak auf der 500-Meter-Strecke auch bei den Weltmeisterschaften in Duisburg Bronze. In derselben Disziplin sicherte sie außerdem auch bei den Europameisterschaften in Montemor-o-Velho die Bronzemedaille. Zwei Goldmedaillen und eine Silbermedaille gewan  sie sich dagegen im selben Jahr bei der Sommer-Universiade in Kasan. Im Folgejahr wurde sie in Brandenburg an der Havel im Zweier-Kajak auf der 200-Meter-Distanz erstmals Europameisterin. Bei den Weltmeisterschaften 2014 in Moskau gelangen ihr drei Medaillengewinne. So gewann sie jeweils Bronze im Zweier-Kajak über 200 Meter, im Vierer-Kajak über 500 Meter und mit der 4-mal-200-Meter-Staffel im Einer-Kajak.
Ihr bis dato erfolgreichstes Jahr erlebte Machnewa 2015. Im Zweier-Kajak über 200 Meter und im Vierer-Kajak über 500 Meter wurde sie sowohl in Mailand zweifache Weltmeisterin als auch in Račice u Štětí zweifache Europameisterin. Bei den erstmals ausgetragenen Europaspielen in Baku sicherte sie sich außerdem im Zweier-Kajak über 200 Meter die Goldmedaille. Ein Jahr darauf wurden zwar wegen der Olympischen Spiele in Rio de Janeiro keine Weltmeisterschaften ausgetragen, Machnewa zeigte aber bei den Europameisterschaften erneut gute Leistungen. Im Vierer-Kajak verpasste sie auf der 500-Meter-Strecke die Titelverteidigung als Zweite knapp. Mit dem Zweier-Kajak belegte sie über 200 Meter den dritten Platz.
Bei den Olympischen Spielen in Rio trat Machnewa im Gegensatz zu 2012 nur in einem Wettbewerb an. Mit Maryna Litwintschuk, Nadseja Ljapeschka und Wolha Chudsenka gewann sie im Vierer-Kajak auf der 500-Meter-Distanz zunächst ihren Vorlauf und zog direkt in den Endlauf ein. Dort kam es auf den ersten drei Plätzen zu einer Wiederholung der Ergebnisse von 2012: Ungarn gewann erneut die Goldmedaille vor Deutschland, während für die Belarussinnen nach einer Laufzeit von 1:36,908 Minuten der Gewinn der Bronzemedaille blieb.
Erst 2019 folgten die nächsten Medaillengewinne. In Szeged wurde sie im Vierer-Kajak über 500 Meter Vizeweltmeisterin und gewann im selben Jahr auch bei den Europaspielen in Baku in dieser Disziplin die Silbermedaille.

## Familie
Seit etwa 2015 ist sie mit dem Rennkanuten Wadsim Machneu, Olympiasieger 2008 und mehrfacher Olympiamedaillengewinner, verheiratet. Ihr Schwiegervater Gennadi Machnjow belegte im K4 bei der Olympiade 1980 den 7. Platz.